# Stan Levey Quintet
Stan Levey Quintet est un album de Jazz West Coast du batteur Stan Levey. 

## Enregistrement

### Musiciens
La session d'enregistrement est interprétée par un quintet composé de:
- Conte Candoli (tp), Richie Kamuca (ts), Lou Levy (p), Monty Budwig (b), Stan Levey (d).

### Dates et lieux
- Hollywood, Los Angeles, Californie, juin 1957.

## Titres
| N°     | Titre                                  | Compositeur                           | Durée |
| ------ | -------------------------------------- | ------------------------------------- | ----- |
| Face 1 |                                        |                                       |       |
| 1.     | Stan Still                             | Richie Kamuca                         |       |
| 2.     | What Can I Say (After I Say I'm Sorry) | Walter Donaldson, Abe Lyman           |       |
| 3.     | Lover Come Back to Me                  | Sigmund Romberg, Oscar Hammerstein II |       |
|        |                                        |                                       |       |
| Face 2 |                                        |                                       |       |
| 4.     | Ole Man Rebop                          | Floyd Wilson                          |       |
| 5.     | Old Folks                              | Robinson, Hill                        |       |
| 6.     | One for Joan                           | Richie Kamuca                         |       |

## Discographie
- 1957, Mode Records - MOD-LP #101 (LP)

## Référence
- Joe Quinn, Liner notes de l'album Mode Records, 1957.